# Hietzinger Synagoge

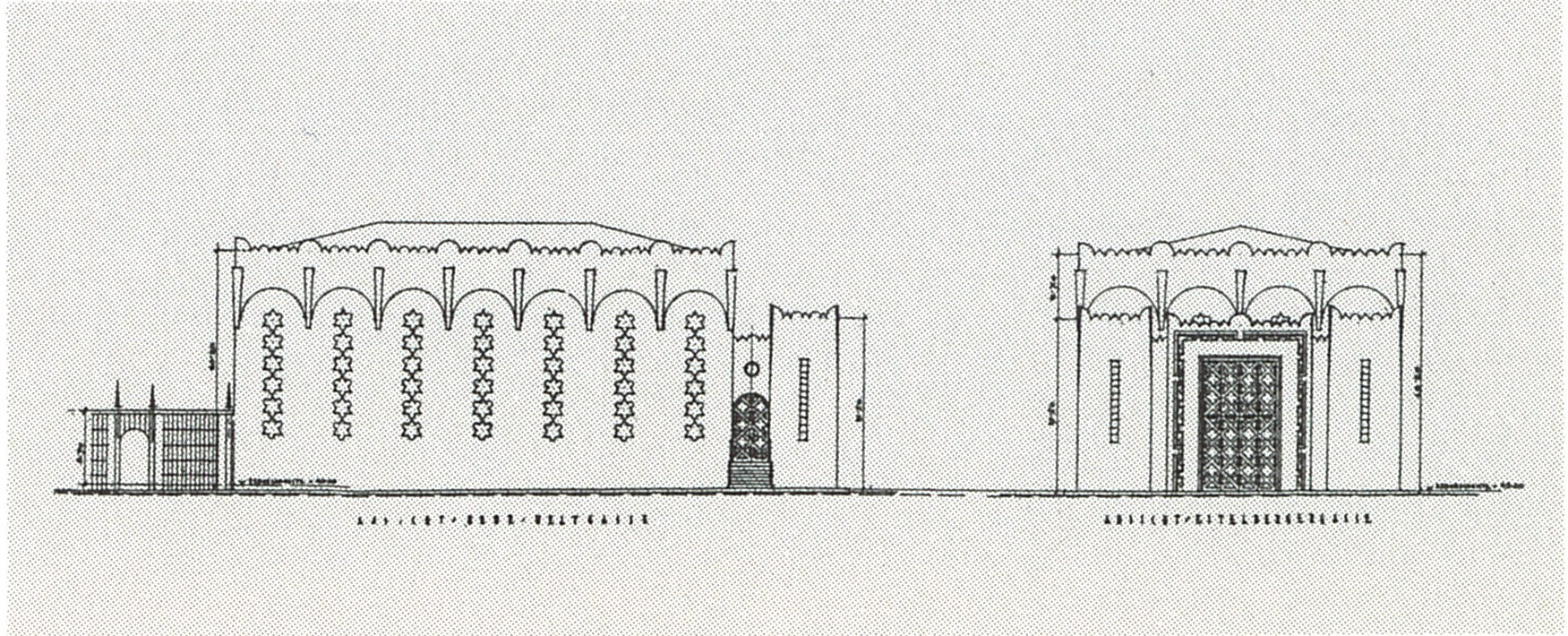
Baupläne der Hietzinger Synagoge nach Arthur Gruenberger und Adolf Jelletz

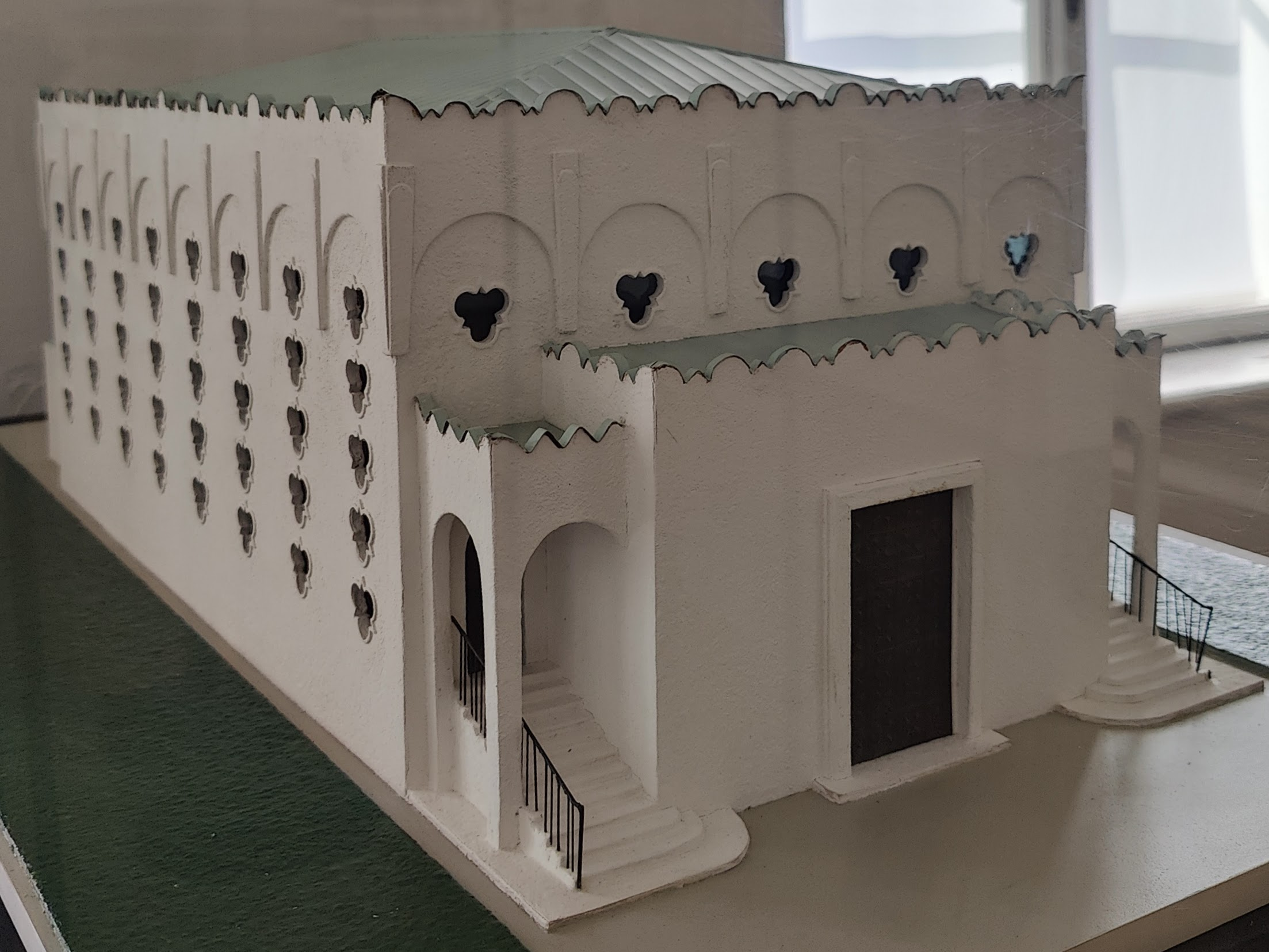
Modell der Hietzinger Synagoge, ausgestellt im Österreichischen Jüdischen Museum

Die Hietzinger Synagoge, auch Neue-Welt-Synagoge oder Hietzinger Tempel genannt, war eine Vereinssynagoge im 13. Wiener Gemeindebezirk, Hietzing. Eine Gedenkstele erinnert an sie.

## Lage
Sie befand sich auf der Eckliegenschaft Eitelbergergasse 22 / Neue-Welt-Gasse 7 nahe der Grenze zwischen den Ortsteilen Alt-Hietzing und Unter-St.-Veit.

## Geschichte
Bereits 1904 existierte in der damals zu Hietzing gehörenden Penzinger Straße 132 (seit 1938: 14. Bezirk) ein ständiges Bethaus des Tempelvereins Hietzing mit 130 Sitzplätzen. Da das Gebäude jedoch zu klein wurde, beabsichtigte der Verein die Übersiedlung in ein größeres Gebäude. Ein geplanter Architekturwettbewerb kam jedoch auf Grund des Ausbruchs des Ersten Weltkriegs nicht zustande.
1924 wurde schließlich ein internationaler Wettbewerb ausgeschrieben. Den ersten Platz belegte der aus Fulnek in Mähren stammende Architekt Arthur Grünberger (der 1923 von Wien in die Vereinigten Staaten ausgewandert war) in Zusammenarbeit mit Adolf Jelletz vor einem ähnlichen Entwurf von Hugo Gorge. Dritter wurde der Architekt Fritz Landauer mit einem konservativen Entwurf. Einen unberücksichtigt gebliebenen Entwurf lieferte auch Richard Neutra, der im gleichen Jahr wie Grünberger in die Vereinigten Staaten auswanderte.
Grünbergers Plan wurde schließlich von Adolf Jelletz 1926 bis 1928 umgesetzt, die endgültige Fertigstellung wurde jedoch erst 1931 erreicht. Rabbiner wurde Moses Lewin, Oberkantor Salomon Einhorn.
Die Synagoge wurde im Zuge der Novemberpogrome 1938 durch Brandstiftung zerstört. Die Reste wurden 1939 entfernt.

## Architektur
Die Synagoge Hietzing war die einzige freistehende Synagoge, die in Wien in der Zwischenkriegszeit errichtet wurde,  und eines der bedeutendsten expressionistischen Bauwerke der damaligen Zeit. Der kubische Bau mit einem flachen Dach wurde mit einem stilisierten Zinnenkranz versehen, der dem Gebäude ein romanisierendes Aussehen verlieh und an die Festungssynagogen des 17. Jahrhunderts in Podolien und Wolhynien erinnerte.
Die Form der fünf Fenster an der Hauptfassade oberhalb des Eingangs war eine Abwandlung des Davidschilds: Das mit der Spitze nach unten zeigende Dreieck wurde durch eine florale Form mit drei Halbkreisen ersetzt.

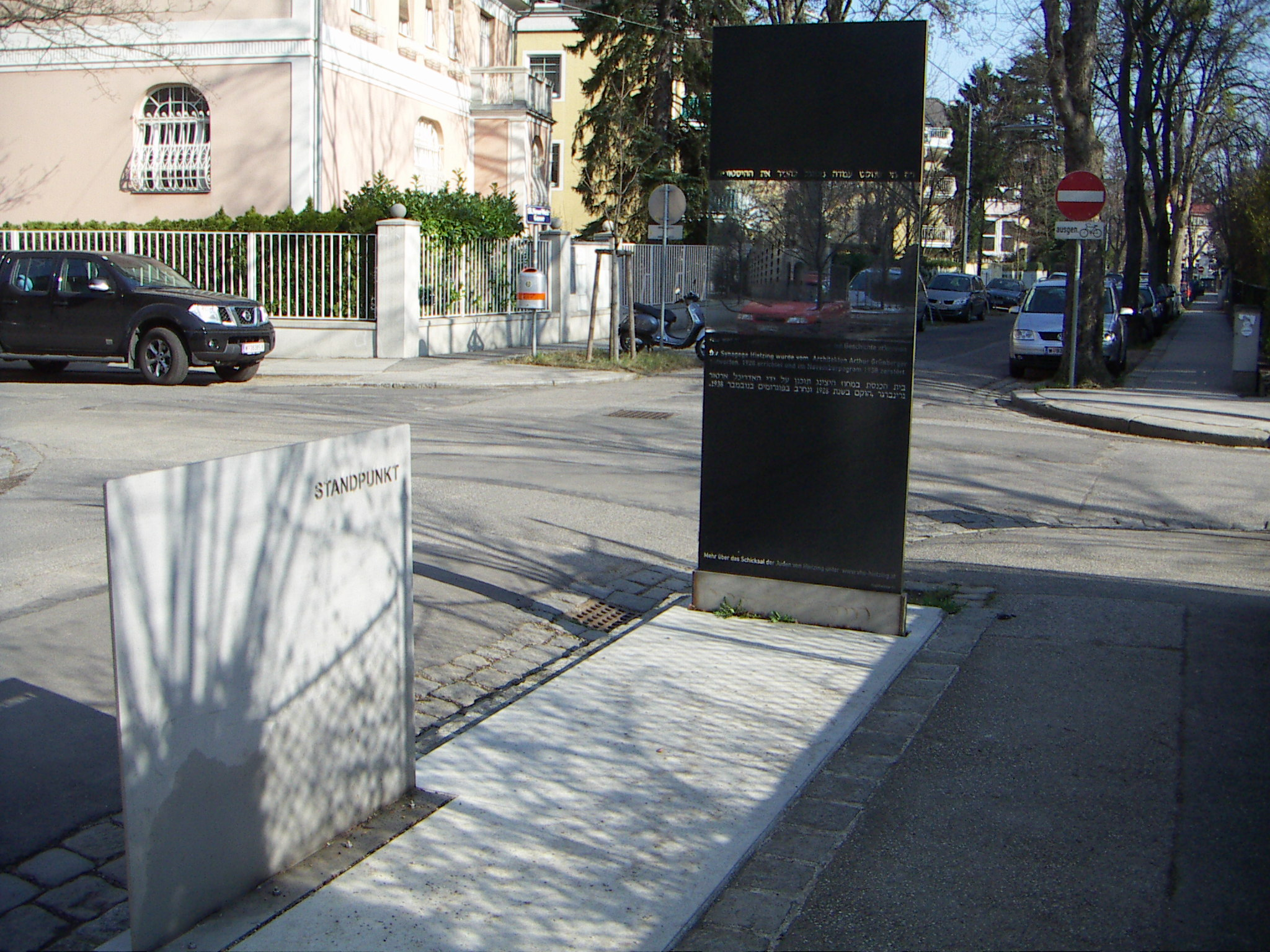
Gedenkobjekt der VHS Hietzing von Hans Kupelwieser

## Gedenken
Eine nach 1945 angebrachte Kupfertafel in der Eitelbergergasse 22 erinnerte an die einstige Synagoge. Auf Antrag einer grünen Bezirkspolitikerin wurde ein eigenes Denkmal angeregt. Die Volkshochschule Hietzing setzte 2004 Ecke Neue-Welt-Gasse 9 ein deutlich sichtbares Monument mit der Bezeichnung Standpunkt um. Eine Plexiglas-Stele des Künstlers Hans Kupelwieser zeigt ein Abbild der zerstörten Synagoge.